# Universität Pont-à-Mousson

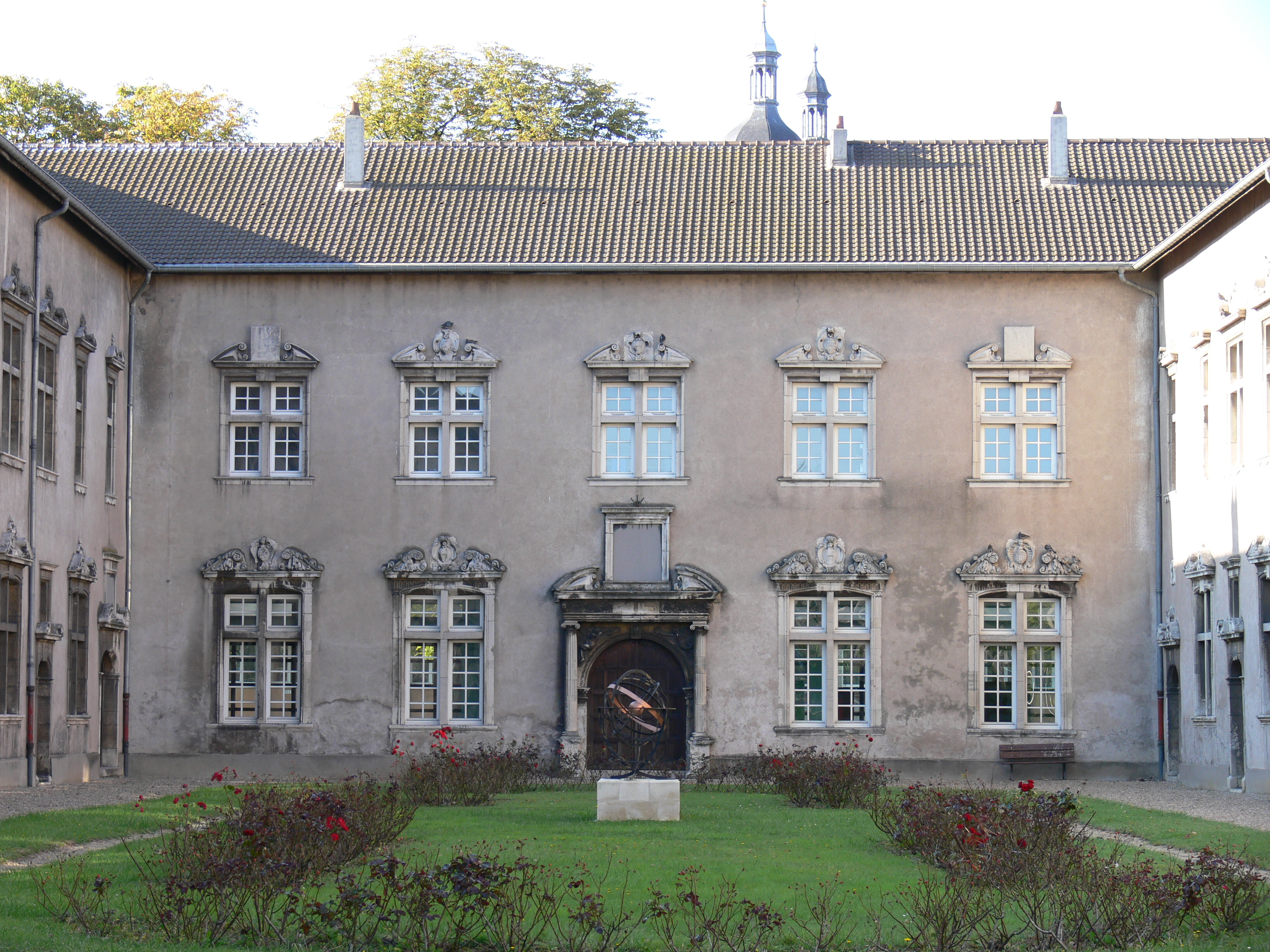
Renaissancefassade der alten Universität von Pont-à-Mousson

Die Universität Pont-à-Mousson wurde am 5. Dezember 1572 von den Herzögen von Lothringen in Pont-à-Mousson gegründet und 1769 nach Nancy verlegt. Sie ist der Vorgänger der heutigen Université de Lorraine.

## Geschichte
Da ein Übergreifen der Reformation auf Lothringen nicht verhindert werden konnte, versuchte die katholische Kirche ihren Einfluss in diesem Gebiet zu erhalten und Maßnahmen zur Rekatholisierung der protestantischen Territorien zu ergreifen. Eine dieser Maßnahmen war die Einrichtung einer Jesuitenuniversität in Pont-à-Mousson.
Herzog Karl III. und sein Cousin Kardinal Charles de Lorraine-Guise beschlossen gemeinsam die Stiftung einer Universität, die in dem Ort auf halbem Weg zwischen der seit 1552 unter dem Reichsvikariat des französischen Königs über die Reichsstädte (und faktisch auch die Grenzbistümer→ Trois-Évêchés) Toul, Verdun, Metz und Cambrai stehenden Stadt Metz und Nancy, der Hauptstadt des Herzogtums, angesiedelt werden sollte. Papst Gregor XIII. zögerte zuerst, erkannte aber schnell die Vorteile der vorgeschlagenen Stiftung und legte am 5. Dezember 1572 mit seiner Bulle „In Supereminenti“ den Grund für das Kolleg und die Universität von Pont-à-Mousson.
Die Universität umfasste vier Fakultäten, darunter die Artistenfakultät und die theologische Fakultät, die beide direkt den Jesuiten zugeordnet wurden, während die beiden anderen, die Fakultäten für Recht und für Medizin, säkular geführt waren, aber auch unter der Gesamtleitung der Jesuiten standen.
Kurz nach der Angliederung des Gebiets an Frankreich, 1766, nach dem Tod Stanislaus I. Leszczyńskis, wurde die Universität im Jahr 1769 durch ein königliches Edikt von Ludwig XV. nach Nancy übertragen.